# خط طول 150° شرق

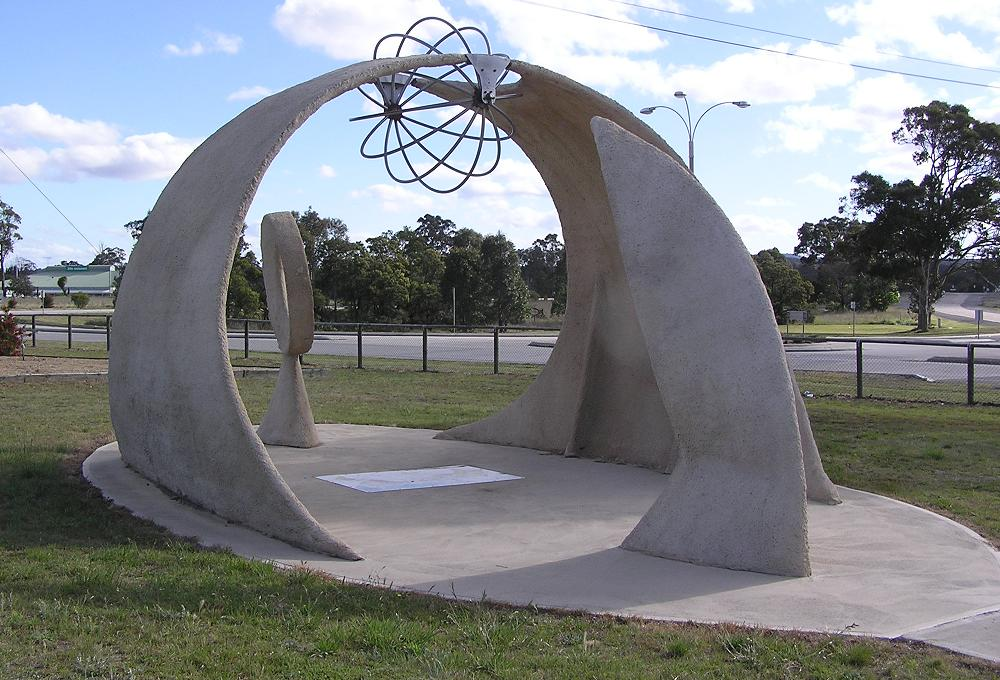
نصب مارولان 150E

خط طول 150° شرق هو أحد خطوط الطول الجغرافية، والتي تمتد من القطب الشمالي الجغرافي إلى القطب الجنوبي الجغرافي، وحسب التحويل الزمني يتقدم خط طول 150° شرق عن خط غرينتش بـ10 ساعة و0 دقائق.

## من القطب إلى القطب
ينطلق خط طول 150° شرق من القطب الشمالي نحو القطب الجنوبي مرورا بالمناطق التي ترد في الجدول التالي:
| الإحداثيات                           | البلد أو الإقليم أو البحر | ملاحظات |
| ------------------------------------ | ------------------------- | --- |
| 90°0′N 150°0′E / 90.000°N 150.000°E  | المحيط المتجمد الشمالي    | |
| 76°46′N 150°0′E / 76.767°N 150.000°E | بحر سيبيريا الشرقي        | |
| 75°12′N 150°0′E / 75.200°N 150.000°E | روسيا                     | ياقوتيا — New Siberia Island [لغات أخرى]‏                                                                                      |
| 74°48′N 150°0′E / 74.800°N 150.000°E | بحر سيبيريا الشرقي        | |
| 71°59′N 150°0′E / 71.983°N 150.000°E | روسيا                     | ياقوتيا ماغادان أوبلاست — من 64°30′N 150°0′E / 64.500°N 150.000°E                                                             |
| 59°41′N 150°0′E / 59.683°N 150.000°E | بحر أوخوتسك               | |
| 46°2′N 150°0′E / 46.033°N 150.000°E  | روسيا                     | ساخالين أوبلاست — جزيرة Urup، جزر الكوريل                                                                                     |
| 45°49′N 150°0′E / 45.817°N 150.000°E | المحيط الهادئ             | |
| 8°54′N 150°0′E / 8.900°N 150.000°E   | ولايات ميكرونيسيا المتحدة | Namonuito Atoll |
| 8°33′N 150°0′E / 8.550°N 150.000°E   | المحيط الهادئ             | |
| 1°40′S 150°0′E / 1.667°S 150.000°E   | بابوا غينيا الجديدة       | Emirau Island |
| 1°41′S 150°0′E / 1.683°S 150.000°E   | المحيط الهادئ             | بحر بيسمارك |
| 2°27′S 150°0′E / 2.450°S 150.000°E   | بابوا غينيا الجديدة       | New Hanover Island |
| 2°31′S 150°0′E / 2.517°S 150.000°E   | المحيط الهادئ             | بحر بيسمارك |
| 5°8′S 150°0′E / 5.133°S 150.000°E    | بابوا غينيا الجديدة       | جزيرة جزيرة نيو بريتين |
| 6°18′S 150°0′E / 6.300°S 150.000°E   | بحر سليمان                | |
| 9°38′S 150°0′E / 9.633°S 150.000°E   | بابوا غينيا الجديدة       | جزيرة غينيا الجديدة |
| 9°44′S 150°0′E / 9.733°S 150.000°E   | بحر سليمان                | Goodenough Bay |
| 10°5′S 150°0′E / 10.083°S 150.000°E  | بابوا غينيا الجديدة       | جزيرة غينيا الجديدة |
| 10°36′S 150°0′E / 10.600°S 150.000°E | المحيط الهادئ             | بحر المرجان — مرورا بشرق Willis Island [لغات أخرى]‏ in the جزر بحر المرجان (في 16°17′S 149°58′E / 16.283°S 149.967°E)          |
| 22°6′S 150°0′E / 22.100°S 150.000°E  | أستراليا                  | كوينزلاند نيوساوث ويلز — من 28°35′N 150°0′E / 28.583°N 150.000°E, مرورا عبر Marulan (في 34°43′S 150°0′E / 34.717°S 150.000°E) |
| 36°41′S 150°0′E / 36.683°S 150.000°E | المحيط الهادئ             | |
| 37°9′S 150°0′E / 37.150°S 150.000°E  | أستراليا                  | نيوساوث ويلز — Green Cape [لغات أخرى]‏                                                                                         |
| 37°15′S 150°0′E / 37.250°S 150.000°E | المحيط الهادئ             | |
| 60°0′S 150°0′E / 60.000°S 150.000°E  | المحيط الجنوبي            | |
| 68°26′S 150°0′E / 68.433°S 150.000°E | القارة القطبية الجنوبية   | الإقليم الأسترالي في القارة القطبية الجنوبية، المطالب الإقليمية بالقارة القطبية الجنوبية by أستراليا                          |